# 南アフリカ大型望遠鏡
南アフリカ大型望遠鏡（みなみアフリカおおがたぼうえんきょう、Southern African Large Telescope: SALT）は、南アフリカ共和国・サザーランド近郊に設置されている、口径10mの可視光赤外線望遠鏡である。南アフリカ天文台がポーランド、アメリカ合衆国、ドイツ、ニュージーランド、イギリスとの協力の元に運営している。

## 概要
SALT（ソルト）は、91枚の球面鏡からなる口径10mの六角形の主鏡を持つ。これは南半球に設置されている光学赤外線望遠鏡としては最大口径を誇る。2000年9月に建設が開始され、2005年9月にファーストライトを迎えた。撮像装置SALTICAM、分光装置RSS、HRSを備え、波長320nm～2500nmの可視光・近赤外線を観測することができる。

## 望遠鏡の構造
国立天文台ハワイ観測所すばる望遠鏡やVLT等の一般的な望遠鏡とは異なり、SALTの主鏡面は水平面から37度傾いた状態に固定されて設置されている。そのため高度方向の駆動はできず、水平回転のみが可能な構造になっている。これは、テキサス大学のホビー・エバリー望遠鏡と同じ構造である。このような仕組みを採用することにより、高度方向の駆動をしなくてよいため望遠鏡の構造が簡単になり、建設コストが抑えられる。
傾いた主鏡の焦点面には、各種観測装置が設置されている。一般的な望遠鏡ではこの焦点面（主焦点）は固定されているが、SALTの場合は焦点面に設置された観測装置が移動することによって、望遠鏡本体が高度方向に駆動するのと同じ働きを実現している。これにより、赤緯-75度から+10度までの範囲にある天体を観測することが可能である。同様に焦点面装置を移動させて観測を行う望遠鏡としては、電波望遠鏡のアレシボ天文台がある。

## ドームの構造
上記のように望遠鏡本体が高度方向の駆動を行わないため、望遠鏡を取り囲むドームの構造も独特なものになっている。高さ17m、直径26mの円筒状の建物に、望遠鏡周辺の空気の乱れを軽減するための61枚の窓があり、その上に半球状のドームが乗っている。ドーム開口部はよくあるスリット状ではなく、ドームの一部分（11m）がスライドして大きく口を開く形状になっている。やや形状は違うが、福岡ドームの屋根と似た構造である。
また、ドームの隣には曲率中央調整センサータワー (Center of Curvature Alignment Sensor Tower: CCAS tower)と呼ばれる高さ34mの構造物が作られている。円筒形のタワーの上に球状の構造物が乗った形になっているこの構造物はSALTの概観を印象的なものにしているが、これは主鏡の調整のために使用される。SALTの主鏡は91枚の六角形球面鏡からなっているが、それらを精密に調整し、全体として1枚の球面鏡として機能するようにしなければ望遠鏡本来の性能を達成することができない。このため、CCASタワー頂上部に取り付けられたセンサーによって主鏡面を測定し、各球面鏡の向きを微調整することによって主鏡面全体を理想的な球面に合致させるのである。

### 学問・技術
- 天文学
- 天文台 - 南アフリカ天文台

### 施設
- 望遠鏡 - 天体望遠鏡